# بژوکال
بژوکال (به اسپانیایی: Bejucal) یک منطقهٔ مسکونی در کوبا است که در Havana Province واقع شده‌است. بژوکال ۱۲۰ کیلومتر مربع مساحت و ۲۵٬۴۲۵ نفر جمعیت دارد و ۱۰۵ متر بالاتر از سطح دریا واقع شده‌است.